# Gabinete Scholz
El Gabinete Scholz (en alemán: Kabinett Scholz) fue el gabinete ministerial de Alemania desde 2021 hasta 2025. Está dirigido por el canciller federal Olaf Scholz y está compuesto por el Partido Socialdemócrata de Scholz, la Alianza 90/Los Verdes y el Partido Democrático Libre, un acuerdo conocido como «coalición semáforo» (el nombre de los colores tradicionales de los tres partidos, respectivamente rojo, verde y amarillo, a juego con la secuencia de colores de un semáforo). Esta coalición semáforo de gobierno es la primera de su tipo a nivel federal en la historia de la República Federal de Alemania. Sucede al Cuarto Gabinete de Merkel.

## Formación de gobierno
En la noche de las elecciones, el líder del SPD, Scholz, reiteró su objetivo de formar un gobierno, citando el hecho de que su partido emergió como el más grande en el parlamento. Expresó su intención de convertirse en canciller y su preferencia por una "coalición semáforo" con el FDP y los Verdes. Figuras destacadas de la CDU/CSU, como Michael Kretschmer, declararon que, dado que la CDU/CSU quedó en segundo lugar, no debía formar gobierno.
El FDP y los Verdes, habiendo ganado 210 escaños entre ellos, anunciaron que hablarían por separado antes de decidir a quién apoyar como socio principal de la coalición. El 7 de octubre, luego de concluir esa primera etapa, ambos partidos iniciaron negociaciones formales con el SPD.
Los Verdes y el FDP mantuvieron discusiones dos días después de las elecciones. El 7 de octubre, los dos partidos se reunieron con el SPD para la primera ronda de conversaciones exploratorias, con una segunda ronda el 11 de octubre. El 15 de octubre, el SPD acordó objetivos climáticos más ambiciosos, como habían prometido los Verdes.
El 17 de octubre, los Verdes votaron a favor de entablar conversaciones formales de coalición con el SPD y el FDP. Al día siguiente, el FDP votó a favor de hacer lo mismo.
El nuevo Bundestag prestó juramento oficialmente el 26 de octubre.
El 16 de noviembre, los secretarios generales de los tres partidos de la coalición semáforo (SPD, FDP, Verdes) anunciaron que un documento de acuerdo estaba casi completo, con Scholz para convertirse en canciller, y que los detalles se darían a conocer en algún momento de la próxima semana. El 23 de noviembre, se finalizó un acuerdo para una coalición semáforo. Las tres partes anunciaron una serie de políticas, incluidos planes para eliminar gradualmente la energía del carbón para 2030, ocho años antes del objetivo anterior, así como reducir la edad federal para votar a 16 años, aumentar el salario mínimo a 12 € la hora y reducir las barreras para adquirir la ciudadanía alemana. Annalena Baerbock se convertiría en ministra de Relaciones Exteriores, mientras que Robert Habeck encabezaría un nuevo "superministerio" responsable del clima, la energía y la economía. Christian Lindner se convertiría en Ministro de Finanzas. El congreso del SPD votó con el 98,8% a favor de aprobar el acuerdo el 4 de diciembre, seguido por el FDP con el 92,4% el 5 de diciembre. Los resultados de la votación de miembros de los Verdes se anunciaron el 6 de diciembre, con un 86% de votos a favor de aprobar la coalición.
|  | 53.7 % |

|  | 41.2 % |

|  | 0.8 % |

|  | 0.4 % |

|  | 3.9 % |

## Gabinete Ministerial

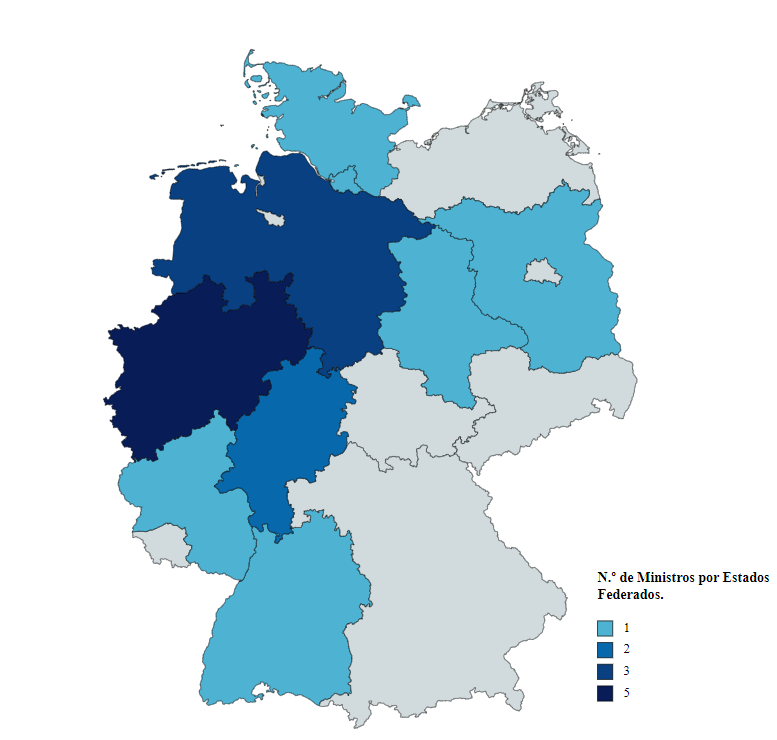
N.º de ministros por Estados federados

El gabinete está formado por el canciller Olaf Scholz y dieciséis ministros federales. El SPD tiene ocho posiciones, Alianza 90/Los Verdes cinco y el FDP cuatro.
El SPD aprobó el acuerdo de coalición por 98,8% (598 votos a favor, 7 votos en contra y 3 abstenciones) en la convención federal del partido el 4 de diciembre de 2021.
| Aprobación del acuerdo de coalición con A´90/Verdes y FDP SPD | Aprobación del acuerdo de coalición con A´90/Verdes y FDP SPD | Aprobación del acuerdo de coalición con A´90/Verdes y FDP SPD |
| ------------------------------------------------------------- | ------------------------------------------------------------- | ------------------------------------------------------------- |
| Fecha                                                         | 4 de diciembre de 2021                                        | 4 de diciembre de 2021                                        |
| Respuesta                                                     | Votos                                                         | %                                                             |
| Sí                                                            | 598                                                           | 98,4%                                                         |
| No                                                            | 7                                                             | 1,1%                                                          |
| Abstención                                                    | 3                                                             | 0,5%                                                          |
|                                                               |                                                               |                                                               |
| Votos válidos                                                 | —                                                             | —                                                             |
| Votos nulos                                                   | —                                                             | —                                                             |
| Votos totales                                                 | —                                                             | 100,00%                                                       |
| Participación                                                 | Participación                                                 | —                                                             |

El FDP aprobó el acuerdo de coalición por 92,24% (535 votos afirmativos contra 37 votos negativos y 8 abstenciones) en la convención federal del partido el 5 de diciembre de 2021.
| Aprobación del acuerdo de coalición con SPD y A´90/Verdes FDP | Aprobación del acuerdo de coalición con SPD y A´90/Verdes FDP | Aprobación del acuerdo de coalición con SPD y A´90/Verdes FDP |
| ------------------------------------------------------------- | ------------------------------------------------------------- | ------------------------------------------------------------- |
| Fecha                                                         | 5 de diciembre de 2021                                        | 5 de diciembre de 2021                                        |
| Respuesta                                                     | Votos                                                         | %                                                             |
| Sí                                                            | 535                                                           | 92,24%                                                        |
| No                                                            | 37                                                            | 6,38%                                                         |
| Abstención                                                    | 8                                                             | 1,38%                                                         |
|                                                               |                                                               |                                                               |
| Votos válidos                                                 | —                                                             | —                                                             |
| Votos nulos                                                   | —                                                             | —                                                             |
| Votos totales                                                 | —                                                             | 100,00%                                                       |
| Participación                                                 | Participación                                                 | —                                                             |

Los Verdes aprobaron el acuerdo el 6 de diciembre con el 86% de los miembros del partido votando a favor.
| Aprobación del acuerdo de coalición con SPD y FDP A´90/Verdes | Aprobación del acuerdo de coalición con SPD y FDP A´90/Verdes | Aprobación del acuerdo de coalición con SPD y FDP A´90/Verdes |
| ------------------------------------------------------------- | ------------------------------------------------------------- | ------------------------------------------------------------- |
| Fecha                                                         | 6 de diciembre de 2021                                        | 6 de diciembre de 2021                                        |
| Respuesta                                                     | Votos                                                         | %                                                             |
| Sí                                                            | 61.174                                                        | 85,98%                                                        |
| No                                                            | 8.275                                                         | 11,63%                                                        |
| Abstención                                                    | 1.701                                                         | 2,39%                                                         |
|                                                               |                                                               |                                                               |
| Votos válidos                                                 | —                                                             | —                                                             |
| Votos nulos                                                   | —                                                             | —                                                             |
| Votos totales                                                 | —                                                             | 100,00%                                                       |
| Participación                                                 | Participación                                                 | —                                                             |

     Partido Socialdemócrata      Alianza 90/Los Verdes      Partido Democrático Libre     Independiente 

### Canciller Federal de la República Federal de Alemania
| PP | Fotografía | Canciller   | Período                | Período           | Partido | Partido |
| PP | Fotografía | Canciller   | Inicio                 | Fin               | Partido | Partido |
| -- | ---------- | ----------- | ---------------------- | ----------------- | ------- | ------- |
| 1  |            | Olaf Scholz | 8 de diciembre de 2021 | 6 de mayo de 2025 |         |         |

### Vicecanciller de la República Federal de Alemania
| PP | Fotografía | Vicecanciller | Período                | Período           | Partido | Partido |
| PP | Fotografía | Vicecanciller | Inicio                 | Fin               | Partido | Partido |
| -- | ---------- | ------------- | ---------------------- | ----------------- | ------- | ------- |
| 2  |            | Robert Habeck | 8 de diciembre de 2021 | 6 de mayo de 2025 |         |         |

### Ministerios Federales
| PP   | Ministerio                                                                                | Fotografía             | Titular                 | Período                | Período                | Partido | Partido |
| PP   | Ministerio                                                                                | Fotografía             | Titular                 | Inicio                 | Fin                    | Partido | Partido |
| ---- | ----------------------------------------------------------------------------------------- | ---------------------- | ----------------------- | ---------------------- | ---------------------- | ------- | ------- |
| 2    | Economía y Protección del Clima                                                           |                        | Robert Habeck           | 8 de diciembre de 2021 | 6 de mayo de 2025      |         |         |
| 3    | Finanzas                                                                                  |                        | Christian Lindner       | 8 de diciembre de 2021 | 7 de noviembre de 2024 |         |         |
| 3    | Finanzas                                                                                  |                        | Jörg Kukies             | 7 de noviembre de 2024 | 6 de mayo de 2025      |         |         |
| 4    | Interior y de la Patria                                                                   |                        | Nancy Faeser            | 8 de diciembre de 2021 | 6 de mayo de 2025      |         |         |
| 5    | Asuntos Exteriores                                                                        |                        | Annalena Baerbock       | 8 de diciembre de 2021 | 6 de mayo de 2025      |         |         |
| 6    | Justicia (Ministerio disuelto)                                                            |                        | Marco Buschmann         | 8 de diciembre de 2021 | 7 de noviembre de 2024 |         |         |
| 6/12 | Digitalización y Transporte (2021-2024) Justicia, Digitalización y Transporte (2024-)     |                        | Volker Wissing          | 8 de diciembre de 2021 | 6 de noviembre de 2024 |         |         |
| 6/12 | Digitalización y Transporte (2021-2024) Justicia, Digitalización y Transporte (2024-)     | 6 de noviembre de 2024 | Volker Wissing          | 6 de mayo de 2025      |                        | Ind.    |         |
| 7    | Trabajo y Asuntos Sociales                                                                |                        | Hubertus Heil           | 14 de marzo de 2018    | 6 de mayo de 2025      |         |         |
| 8    | Defensa                                                                                   |                        | Christine Lambrecht     | 8 de diciembre de 2021 | 19 de enero de 2023    |         |         |
| 8    | Defensa                                                                                   |                        | Boris Pistorius         | 19 de enero de 2023    | 6 de mayo de 2025      |         |         |
| 9    | Alimentación y Agricultura                                                                |                        | Cem Özdemir             | 8 de diciembre de 2021 | 6 de mayo de 2025      |         |         |
| 10   | Familia, Tercera Edad, Mujeres y Juventud                                                 |                        | Anne Spiegel            | 8 de diciembre de 2021 | 25 de abril de 2022    |         |         |
| 10   | Familia, Tercera Edad, Mujeres y Juventud                                                 |                        | Lisa Paus               | 25 de abril de 2022    | 6 de mayo de 2025      |         |         |
| 11   | Salud                                                                                     |                        | Karl Lauterbach         | 8 de diciembre de 2021 | 6 de mayo de 2025      |         |         |
| 12   | Medio Ambiente, Protección de la Naturaleza, Seguridad Nuclear y Protección al Consumidor |                        | Steffi Lemke            | 8 de diciembre de 2021 | 6 de mayo de 2025      |         |         |
| 13   | Educación e Investigación                                                                 |                        | Bettina Stark-Watzinger | 8 de diciembre de 2021 | 7 de noviembre de 2024 |         |         |
| 13   | Educación e Investigación                                                                 |                        | Cem Özdemir             | 7 de noviembre de 2024 | 6 de mayo de 2025      |         |         |
| 14   | Cooperación Económica y Desarrollo                                                        |                        | Svenja Schulze          | 8 de diciembre de 2021 | 6 de mayo de 2025      |         |         |
| 15   | Vivienda, Desarrollo Urbanístico y Construcción                                           |                        | Klara Geywitz           | 8 de diciembre de 2021 | 6 de mayo de 2025      |         |         |
| 16   | Asuntos Especiales y Jefe de la Cancillería Federal                                       |                        | Wolfgang Schmidt        | 8 de diciembre de 2021 | 6 de mayo de 2025      |         |         |

## Moción de confianza
Tras la salida del gobierno del FDP el 7 de noviembre de 2024 fue convocada una moción de confianza, la cual fue realizada el 16 de diciembre de 2024.
| Canciller                                                                  | Fecha de votación                                             | Voto |     |     |     |    |    |    |    | NI | Total   |
| -------------------------------------------------------------------------- | ------------------------------------------------------------- | ---- | --- | --- | --- | -- | -- | -- | -- | -- | ------- |
| Olaf Scholz                                                                | 16 de diciembre de 2024 Mayoría requerida: absoluta (367/733) | Sí   | 201 |     |     |    | 3  |    |    | 3  | 207/733 |
| Olaf Scholz                                                                | 16 de diciembre de 2024 Mayoría requerida: absoluta (367/733) | No   |     | 196 |     | 88 | 69 | 26 | 10 | 5  | 394/733 |
| Olaf Scholz                                                                | 16 de diciembre de 2024 Mayoría requerida: absoluta (367/733) | Abs. |     |     | 115 |    | 1  |    |    |    | 116/733 |
| Olaf Scholz                                                                | 16 de diciembre de 2024 Mayoría requerida: absoluta (367/733) | NV.  | 6   |     | 2   | 2  | 3  | 2  |    | 1  | 16/733  |
| Resulta reprobada la moción de confianza del Canciller Federal Olaf Scholz |                                                               |      |     |     |     |    |    |    |    |    |         |
| Fuente:                                                                    |                                                               |      |     |     |     |    |    |    |    |    |         |

En consecuencia a la reprobación de la moción de confianza; las elecciones federales fueron adelantadas a febrero de 2025.